# Michel Ménard
Michel Ménard (* 20. Mai 1961 in Saint-Berthevin-la-Tannière, Département Mayenne) ist ein französischer Politiker. Er ist seit 2007 Abgeordneter der Nationalversammlung.
Nach einem Lehramtsstudium in Nantes arbeitete Ménard in verschiedenen Berufen im sozialen Bereich. 1986 trat er der Parti socialiste bei und zog 1995 über die Liste des späteren Ministerpräsidenten Jean-Marc Ayrault in den Stadtrat von Nantes ein. Darüber hinaus zog er 2001 in den Generalrat des Départements Loire-Atlantique ein. 2004 wurde er zu dessen Vizepräsident gewählt. Bei den Parlamentswahlen 2007 kandidierte er im fünften Wahlkreis des Départements Loire-Atlantique und zog in die Nationalversammlung ein. 2012 wurde er wiedergewählt.